# 賽博朋克作品列表
這是賽博朋克作品的列表，是科幻題材的一個次類型。賽博朋克的特點是集中於近未來背景中的「高階科技和低端生活」。常見主題包括先進的科學和技術，如人工智能和模控學，有勢力的大公司，以及社會秩序的衰退或激進的變化。一些作品被廣泛引用為例子，例如文學小說《神經喚術士》和電影《銀翼殺手》，一些其他的分類則較為有爭議。賽博朋克還產生了許多衍生次類型，其中最顯著的是蒸氣朋克。

## 印刷媒體

### 長篇小說
- 《仿生人是否夢見電子羊？》（Do Androids Dream of Electric Sheep?）（1968年）作者：菲利普·K·狄克
- 《The Atrocity Exhibition》（The Atrocity Exhibition）（1970年）作者：J·G·巴拉德
- 《超速性追緝》（Crash）（1973年）作者：J·G·巴拉德
- 《The Girl Who Was Plugged In》（The Girl Who Was Plugged In）（1973年）作者：小詹姆斯·提普奇
- 《衝擊波騎士》（The Shockwave Rider）（1973年）作者：John Brunner（英语：John Brunner）
- 《真名實姓》（True Names）（1981年）作者：弗諾·文奇
- 《Ware Tetralogy（英语：Ware Tetralogy）》（1982年–2000年）作者：魯迪·拉克[2]
- 《Dr. Adder（英语：Dr. Adder）》（1984年）作者：K·W·傑特（英语：K. W. Jeter）
- 《蔓延三部曲》（Sprawl trilogy）作者：威廉·吉布森
  - 《神經喚術士》（Neuromancer）（1984年）
  - 《零伯爵》（Count Zero）（1986年）
  - 《重啟蒙娜麗莎》（Mona Lisa Overdrive）（1988年）
- 《Schismatrix（英语：Schismatrix）》（1985年）作者：布魯斯·斯特林
- 《Eclipse Trilogy（英语：Eclipse Trilogy）》（也稱為A Song Called Youth Trilogy）（1985年–1990年）作者：約翰·雪莉（英语：John Shirley）
- 《Psion》（1985年）作者：Joan D. Vinge（英语：Joan D. Vinge）
- 《Hardwired系列》作者：Walter Jon Williams（英语：Walter Jon Williams）
  - 《Hardwired（英语：Hardwired (novel)）》（1986年）
  - 《Voice of the Whirlwind（英语：Voice of the Whirlwind）》（1987年）
  - 《Solip:System（英语：Solip:System）》（1989年）
- 《Mindplayers（英语：Mindplayers）》（1987年）作者：Pat Cadigan（英语：Pat Cadigan）
- 《The Glass Hammer》（1987年）作者：K·W·傑特（英语：K. W. Jeter）
- 《The Marîd Audran系列》作者：George Alec Effinger（英语：George Alec Effinger）
  - 《When Gravity Fails（英语：When Gravity Fails）》（1987年）
  - 《A Fire in the Sun（英语：A Fire in the Sun）》（1989年）
  - 《The Exile Kiss（英语：The Exile Kiss）》（1991年）
- 《Little Heroes》（1987年）作者：諾曼·斯賓拉德（英语：Norman Spinrad）
- 《Islands in the Net（英语：Islands in the Net）》（1988年）作者：布魯斯·斯特林
- 《Metrophage》（1988年）作者：Richard Kadrey（英语：Richard Kadrey）
- 《My Cousin, My Gastroenterologist（英语：My Cousin, My Gastroenterologist）》（1990年）作者：Mark Leyner（英语：Mark Leyner）
- 《Synners》（1991年）作者：Pat Cadigan（英语：Pat Cadigan）
- 《Fools》（1992年）作者：Pat Cadigan（英语：Pat Cadigan）
- 《溃雪》（1992年）作者：尼爾·斯蒂芬森
- 《Bridge trilogy（英语：Bridge trilogy）》作者：威廉·吉布森
  - 《Virtual Light（英语：Virtual Light）》（1993年）
  - 《Idoru（英语：Idoru）》（1996年）
  - 《All Tomorrow's Parties（英语：All Tomorrow's Parties (novel)）》（1999年）
- 《Heavy Weather（英语：Heavy Weather (Sterling novel)）》（1994年）作者：布魯斯·斯特林
- 《Trouble and Her Friends（英语：Trouble and Her Friends）》（1994年）作者：梅麗莎·斯科特（英语：Melissa Scott）[3]
- 《Blade Runner 2: The Edge of Human（英语：Blade Runner 2: The Edge of Human）》（1995年）作者：K·W·傑特（英语：K. W. Jeter）
  - 《Blade Runner 3: Replicant Night（英语：Blade Runner 3: Replicant Night）》（1996年）
  - 《Blade Runner 4: Eye and Talon（英语：Blade Runner 4: Eye and Talon）》（2000年）
- 《Fairyland》（1995年）作者：Paul J. McAuley（英语：Paul J. McAuley）
- 《Head Crash》（1995年）作者：布鲁斯·贝思克
- 《The Diamond Age（英语：The Diamond Age）》（1996年）作者：尼爾·斯蒂芬森
- 《Holy Fire（英语：Holy Fire (novel)）》（1996年）作者：布魯斯·斯特林
- 《Night Sky Mine（英语：Night Sky Mine）》（1997年）作者：梅麗莎·斯科特（英语：Melissa Scott）
- 《Noir（英语：Noir (novel)）》（1998年）作者：K·W·傑特（英语：K. W. Jeter）
- 《One of Us（英语：One of Us (novel)）》（1998年）作者：邁克爾·馬歇爾·史密斯（英语：Michael Marshall Smith）
- 《Starfish》（1999年）作者：彼得·沃茨（英语：Peter Watts (author)）
- 《Chimera》（2000年）作者：Will Shetterly（英语：Will Shetterly）
- 《碳變 (小說)》（2002年）作者：理查德·K·摩根（英语：Richard K. Morgan）
- 《River of Gods（英语：River of Gods）》（2004年）作者：伊恩·麥當勞（英语：Ian McDonald (British author)）
  - 《Cyberabad Days》（2009年）
- 《Accelerando（英语：Accelerando）》（2005年）作者：查爾斯·斯特羅斯
  - 《Glasshouse（英语：Glasshouse (novel)）》（2006年）
- 《Daemon（英语：Daemon (novel series)）》（2006年）作者：丹尼爾·蘇亞雷斯
- 《The Mirrored Heavens（英语：The Mirrored Heavens）》（2008年）作者：David J. Williams（英语：David J. Williams）[4]
- 《一級玩家》（Ready Player One）（2011年）作者：恩斯特·克萊恩（英语：Ernest Cline）
- 《放血尖端》（2013年）作者：托馬斯·品欽[5]
- 《Blackstar（英语：Blackstar (novel)）》（2013年–2015年）作者：喬許·比奧拉（英语：Josh Viola）
- 《Cash Crash Jubilee》（2015年）作者：Eli K.P. William
  - 《The Naked World》（2017年）

### 短篇小說、選集、單一作者的文集
- 《Cyberpunk（英语：Cyberpunk (novel)）》（1983年）作者：布鲁斯·贝思克
- 《全息玫瑰碎片》（1986年）作者：威廉·吉布森
- 《Mirrorshades: The Cyberpunk Anthology（英语：Mirrorshades）》（1986年）編輯：布魯斯·斯特林
- 《Patterns 》（1989年）作者：Pat Cadigan（英语：Pat Cadigan）
- 《Crystal Express（英语：Crystal Express）》（1989年）作者：布魯斯·斯特林
- 《Storming the Reality Studio（英语：Storming the Reality Studio）: A Casebook of Cyberpunk & Postmodern Science Fiction》（1992年）編輯：Larry McCaffery（英语：Larry McCaffery）（包含小說和非小說）
- 《Hackers（英语：Hackers (anthology)）》（1996年）作者：傑克·達恩（英语：Jack Dann）和Gardner Dozois（英语：Gardner Dozois）

### 視覺文學、漫畫
- 《The Incal（英语：The Incal）》（L'Incal）（1981年–1989年）作者：亞歷山卓·尤杜洛斯基
- 《亞基拉》（1982年–1990年）作者：大友克洋
- 《Ronin（英语：Ronin (DC Comics)）》（1983年–1984年）作者：法蘭克·米勒
- 《警察戰車隊（英语：Dominion (manga)）》（ドミニオン）（1986年）作者：士郎正宗
- 《攻殻機動隊》（1989年–1991年）作者：士郎正宗
- 《神經漫遊者》（Neuromancer）作者：Tom de Haven和Bruce Jensen（英语：Bruce Jensen）
- 《銃夢》（1990年–1995年）作者：木城雪戶
- 《Barb Wire（英语：Barb Wire）》（1994年–1995年）作者：克里斯·華納（英语：Chris Warner (comics)）
- 《Transmetropolitan（英语：Transmetropolitan）》（1997年–2002年）作者：沃倫‧艾利斯
- 《特工次時代》（ブラム！）（1998年）作者：貳瓶勉
  - 《戰慄之聲（英语：NOiSE）》（ノイズ）（2001年）《特工次時代》的前傳
  - 《生化禁區（英语：Biomega (manga)）》（バイオメガ）（2007年）
- 《Singularity 7（英语：Singularity 7）》（2004年）作者：Ben Templesmith（英语：Ben Templesmith）
- 《The Surrogates（英语：The Surrogates）》（2005年）作者：羅伯特‧范蒂迪（英语：Robert Venditti）
- 《Bloodlust》（2010年–）作者：Fábián Péter和Kozmajer Viktor
- 漫威的Machine Man（英语：Machine Man） Vol. 2
- 《心靈判官》

### 雜誌、期刊
- 《Mondo 2000（英语：Mondo 2000）》[6]
- 《Ctheory（英语：Ctheory）》（1996年–）

## 視聽媒體

### 電影
- 《大都會》（Metropolis）（1927年）
- 《鑽石宮》（Westworld）（1973）
- 《翡翠窩大陰謀》（Futureworld）（1976）
- 《異形》（Alien）（1979年）
- 《逃出紐約》（Escape from New York）（1981年）
- 《銀翼殺手》（Blade Runner）（1982年）
- 《爆裂都市》（ばくれつとし バースト・シティ）（1982年）
- 《電子世界爭霸戰》（Tron）（1982年）
- 《腦震蕩（英语：Brainstorm (1983 film)）》（Brainstorm）（1983年）
- 《猛鬼勾魂》（Videodrome）（1983年）
- 《鐵甲威龍》（RoboCop）（1987年）
- 《鎗覇（英语：Gunhed (film)）》（ガンヘッド）（1989年）
- 《末世威龍》（Circuitry Man）（1990年）
- 《鐵甲人魔》（Hardware，又稱為M.A.R.K. 13）（1990年）
- 《Megaville（英语：Megaville）》（1990年）
- 《匹诺曹964》（ピノキオ√964）（1991年）
- 《明日世界終結時》（Until the End of the World）（1991年）
- 《末世追魂》（Freejack）（1992年）
- 《未來終結者（英语：The Lawnmower Man (film)）》（The Lawnmower Man）（1992年）
- 《宇宙狂花》（Cyborg 2）（1993年）
- 《非常任務》（Johnny Mnemonic）（1995年）
- 《特警判官》（Judge Dredd）（1995年）
- 《末世紀暴潮》（Strange Days）（1995年）
- 《天才除草人2》（Lawnmower Man 2: Beyond Cyberspace）（1996年）
- 《Terminal Justice》（1996年）
- 《末日狂城》（Deathline，也稱為Redline）（1997年）
- 《第五元素》（The Fifth Element）（1997年）
- 《網絡迷宮（英语：Nirvana (film)）》（Nirvana）（1997年）
- 《仙女座报告》（アンドロメディア）（1998年）
- 《感官遊戲》（Existenz）（1999年）
- 《廿二世紀殺人網絡》（The Matrix）（1999年）
- 《死亡密碼》（Pi）（1998年）
- 《新骇客任务（英语：Webmaster (film)）》（Skyggen，也稱為Webmaster）（1998年）
- 《十三度凶間》（The Thirteenth Floor）（1999年）
- 《I.K.U.（英语：I.K.U.）》（2000年）
- 《網絡殺人遊戲》（Avalon）（2001年）
- 《8万伏特霹雳神龙》（Electric Dragon 80.000 V）（2001年）
- 《歸零（英语：Cypher (film)）》（Cypher）（2002年）
- 《逃亡者》（Dead or Alive: Final）（2002年）
- 《天外異客（英语：Impostor (film)）》（Impostor）（2002年）
- 《賣火柴女孩的再臨》（성냥팔이 소녀의 재림）（2002年）
- 《明日天涯》（2003年）
- 《代碼46》（Code 46）（2003年）
- 《廿二世紀殺人網路2：決戰未來》（The Matrix Reloaded）（2003年）
- 《廿二世紀殺人網路3：驚變世紀》（The Matrix Revolutions）（2003年）
- 《叛逆智能（英语：Natural City）》（내츄럴 시티）（2003年）
- 《致命報酬》（Paycheck）（2003年）
- 《流放化身（英语：Avatar (2004 film)）》（Avatar，也稱為Cyber Wars）（2004年）
- 《哥斯拉 最後戰役》（ゴジラ FINAL WARS）（2004年）
- 《機械公敵》（I,Robot）（2004年）
- 《妖獸世紀》（Immortal）（2004年）
- 《神秘幻影》（Paranoia 1.0，也稱為One Point 0）（2004年）
- 《世紀毒殺網絡》（A Scanner Darkly）（2006年）
- 《腦網追兇》（Chrysalis）（2007年）
- 《伊甸木》（Eden Log）（2007年）
- 《基因世代》（The Gene Generation）（2007年）
- 《巴比倫密碼》（Babylon A.D.）（2008年）
- 《夢遊交易所》（Sleep Dealer）（2008年）
- 《東京残酷警察（英语：Tokyo Gore Police）》（とうきょうざんこくけいさつ）（2008年）
- 《奪命晶片（英语：Hardwired (film)）》（Hardwired）（2009年）
- 《偽能叛變》（Surrogates）（2009年）
- 《獵捕者》（Repo Men）（2010年）
- 《铁甲钢拳》（Real Steel）（2011年）
- 《新特警判官》（Dredd）（2012年）
- 《超越潛能》（Transcendence）（2014年）
- 《智能叛侶》（Ex Machina）（2015年）
- 《成人世界》（Chappie）（2015年）
- 《爆機特攻》（Hardcore Henry）（2015年）
- 《攻殼機動隊》（Ghost in the Shell）（2017年）
- 《銀翼殺手2049》（Blade Runner 2049）（2017年）
- 《香港大師》（2017年）——香港電影
- 《機器之血》（2017年）
- 《挑戰者1號》（2018年）
- 《人類升級》（2018年）
- 《絕命酒店》（2018年）
- 《銃夢：戰鬥天使》（2019年）
- 《2067:逆轉未來（英语：2067）》（2020年）

### 電視
- 《世界旦夕之間》（Welt am Draht）（1973年）
- 《逃出電腦迷宮》（Overdrawn at the Memory Bank）（1983年）
- 《Max Headroom: 20 Minutes into the Future（英语：Max Headroom: 20 Minutes into the Future）》（1985年），英國電視電影
  - 《Max Headroom（英语：Max Headroom (TV series)）》（1987年），基於英國電視電影的美國電視劇
- 《野棕榈》（Wild Palms）（1993年）
- 《偵緝2045（英语：TekWar (TV series)）》（TekWar）（1994年）
- 《鐵甲威龍連續劇》（RoboCop: The Series）（1994年）
- 《星艦奇航記：重返地球》（Star Trek: Voyager）（1995年–2001年）: "Unimatrix Zero（英语：Unimatrix Zero）"（2000年）
- 《虚拟战警（英语：VR.5）》（1996年）
- 《Welcome to Paradox（英语：Welcome to Paradox）》（1998年）
- 《X檔案》（The X-Files），兩集包含賽博朋克主題："Kill Switch（英语：Kill Switch (The X-Files)）"（1998年）"First Person Shooter（英语：First Person Shooter (The X-Files)）"（2000年）
- 《残酷的国度》（Harsh Realm）（1999年）
- 《全面回忆2070》（Total Recall 2070）（1999年）
- 《末世黑天使》（Dark Angel）（2000年–2002年）
- 《机械战警：终极毁灭》（RoboCop: Prime Directives）（2001年）
- 《穿越平行世界》（Charlie Jade）（2005年）
- 《新未來戰士》（Terminator: The Sarah Connor Chronicles）（2008年–2009年）
- 《千姬變》（Dollhouse）（2009年–2010年）
- 《卡布里卡》（Caprica）（2010年）
- 《疑犯追蹤》（Person of Interest）（2011年–2016年）
- 《超越時間線》（Continuum）（2012年–）
- 《H+: The Digital Series（英语：H+: The Digital Series）》（2012年–）
- 《機器之心》（Almost Human）（2013年–2014年）
- 《Die Gstettensaga: The Rise of Echsenfriedl（英语：Die Gstettensaga: The Rise of Echsenfriedl）》（2014年）
- 《黑客軍團》（Mr. Robot）（2015年–2019年）
- 《全面駭入》（Incorporated）（2016年–2017年）
- 《碳變》（Altered Carbon）（2018年–）
- 《愛x死x機械人》（Love, Death & Robots）（2019年–）

### 動畫
- 《重金屬（英语：Heavy Metal (film)）》（Heavy Metal）（1981年）
- 《黑暗摇滚》（Rock & Rule）（1983年）
- 《無限地帶23》（メガゾーン23）（1985年）
- 《迷宮物語》（1986年）
- 《吹泡糖危機》（バブルガムクライシス）（1987年）
  - 《吹波糖危機2040》（バブルガムクライシス TOKYO 2040）（1998年）
- 《亞基拉》（アキラ）（1988年）
- 《鐵甲威龍動畫系列》（RoboCop: The Animated Series）（1988年）
- 《AD特警（英语：A.D. Police Files）》（A.D.POLICE）（1990年）
- 《机动刑事808（英语：Cyber City Oedo 808）》（電脳都市OEDO808）（1990年）
- 《魔法陣都市》（サイレントメビウス）（1991年–2003年）
- 《虚界之魔兽》（ジェノサイバー）（1993年）
- 《Macross Plus》（マクロスプラス）（1994年）
- 《奥美帝Ⅲ》（アミテージ・ザ・サード）（1995年）
- 攻殼機動隊：
  - 《攻殼機動隊》（1995年，電影）
  - 《攻殼機動隊2 INNOCENCE》（攻殻機動隊イノセンス）（2004年，電影）
- 攻殼機動隊 STAND ALONE COMPLEX（S.A.C.）：
  - 《攻殼機動隊 STAND ALONE COMPLEX》（2002年–2003年）
  - 《攻殼機動隊 S.A.C. 2nd GIG》（2004年–2005年）
  - 《攻殼機動隊: Stand Alone Complex - Solid State Society》（2006年，電影）
  - 《攻殼機動隊 ARISE》（2013年–）
- 《鐵甲威龍：阿爾法突擊隊》（RoboCop: Alpha Commando）（1998年–1999年）
- 《玲音》（Serial Experiments Lain）（1998年）
- 《未来蝙蝠侠》（Batman Beyond）（1999年–2001年）
- 《大都會》（メトロポリス）（2001年）
- 《駭客任務立體動畫特集》（The Animatrix）（2003年）
- 《至Net奇兵》（Code Lyoko）（2003年–2007年）
- 《钢铁侦探（英语：Heat Guy J）》（ヒートガイジェイ）（2003年）
- 《寄生魔偶（英语：Parasite Dolls）》（パラサイトドールズ）（2003年）
- 《机魂末世录（英语：Texhnolyze）》（テクノライズ）（2003年）
- 《晴空戰士（英语：Wonderful Days (film)）》（원더풀 데이즈）（2003年）
- 《爆裂天使》（2004年）
- 《Fragile Machine（英语：Fragile Machine）》（2005年）
- 《阿痴與屎八（英语：Aachi & Ssipak）》（아치와 씨팍）（2006年）
- 《死亡代理人》（エルゴプラクシー）（2006年）
- 《盜夢偵探》（パプリカ）（2006年）
- 《暗黑刑警（英语：Renaissance (film)）》（Renaissance）（2006年）
- 《電腦線圈》（電脳コイル）（2007年）
- 《2077日本鎖國》（ベクシル 2077日本鎖国）（2007年）
- 《艾迪与我》（Technotise: Edit & I）（2009年，塞爾維亞）
- 《殼中少女》（マルドゥック・スクランブル）（2010年）
- 《命運石之門》（Steins;Gate）（2011年，有爭議）
- 《心靈判官》（PSYCHO-PASS サイコパス）（2012年）
- 《創：崛起》（Tron: Uprising）（2012年）
- 《BLAME!探索者！》(2017年)作者:貳瓶勉
- 《電馭叛客：邊緣行者 》（Cyberpunk:Edgerunners）（2022年)

### 短片
- 《Perspective》（2011年）[7]

### 雕刻品

#### 藝術家
- Asher

### 音樂

#### 藝術家
- Angelspit（英语：Angelspit）
- 花火師（BUCK-TICK）
- Clock DVA（英语：Clock DVA）
- Covenant（英语：Covenant (band)）
- Front Line Assembly（英语：Front Line Assembly）
- Haujobb（英语：Haujobb）
- Headscan（英语：Headscan）
- Left Spine Down（英语：Left Spine Down）
- 九寸釘樂團（Nine Inch Nails）
- Psydoll（英语：Psydoll）
- Sigue Sigue Sputnik（英语：Sigue Sigue Sputnik）
- Voivod（英语：Voivod (band)）
- 黃色魔術交響樂團（イエロー・マジック・オーケストラ）
- Scandroid（英语：Scandroid）

#### 發行作品
- 《銀翼殺手（英语：Blade Runner (soundtrack)）》（Blade Runner）作曲家：范吉利斯
- 《賽博朋克（英语：Cyberpunk (album)）》（Cyberpunk）樂手：比利·爱多尔
- 《Transverse City（英语：Transverse City）》樂手：華倫·澤馮（英语：Warren Zevon）
- 《Year Zero（英语：Year Zero (album)）》樂手：九寸釘樂團

### 電子遊戲
- 《Psychic City》（1984年）
  - 《Hoshi wo Miru Hito》（1987年）
- 《The Screamer》（1985年）
- 《Imitation City》（1987年）
- 《女神轉生》系列（女神転生）（1987年–現在）
- 《數字惡魔物語 女神轉生》（デジタル・デビル物語 女神転生）（1987年）
- 《惡魔召喚師 靈魂駭客（英语：Shin Megami Tensei: Devil Summoner: Soul Hackers）》（デビルサマナー ソウルハッカーズ）（1997年）
- 《數碼惡魔傳說 天魔變》（DIGITAL DEVIL SAGA アバタール・チューナー）（2004年）
- 《真·女神轉生IV》（真・女神転生IV）（2013年）
- 《潛龍諜影》系列（メタルギア）（1987年–現在）
  - 《潛龍諜影》（メタルギアソリッド）（1998年）
  - 《潛龍諜影2 自由之子》（メタルギアソリッド2）（2001年）
  - 《潛龍諜影4 愛國者之槍》（メタルギアソリッド4）（2008年）
- 《阿基拉》（アキラ）（1988年）
- 《神經漫遊者（英语：Neuromancer (video game)）》（Neuromancer）（1988年）
- 《掠奪者（英语：Snatcher (video game)）》（スナッチャー）（1988年–1996年）
- 《警察故事（英语：Policenauts）》（ポリスノーツ）（1994年）
- 《Genocide（英语：Zoom (company)）》（ジェノサイド）（1989年）
- 《DreamWeb（英语：DreamWeb）》（1992年）
- 《闪回（英语：Flashback (1992 video game)）》（Flashback）（1992年）
- 《Gadget Invention, Travel, & Adventure（英语：Gadget Invention, Travel, & Adventure）》（1993年）
- 《闇影狂奔》系列：
  - 《闇影狂奔》（Shadowrun）（超級任天堂）（1993年）
  - 《闇影狂奔》（Shadowrun）（世嘉）（1994年）
  - 《闇影狂奔》（Shadowrun）（2007年）
  - 《闇影狂奔：歸來》（Shadowrun Returns）（2013年）
  - 《闇影狂奔：龍殞》（Shadowrun: Dragonfall）（2014年）
  - 《闇影狂奔編年史：波士頓封鎖》（Shadowrun Chronicles: Boston Lockdown）（2015年）
  - 《闇影狂奔：香港》（Shadowrun: Hong Kong）（2015年）
- 《極道梟雄（英语：Syndicate_(series)）》系列：
  - 《極道梟雄（英语：Syndicate (video game)）》（Syndicate）（1993年）
  - 《極道梟雄2》（Syndicate Wars）（1996年）
  - 《極道梟雄（英语：Syndicate (2012 video game)）》（Syndicate）（2012年）
- 《鋼鐵天空下》（Beneath a Steel Sky）（1994年）
- 《Burn:Cycle（英语：Burn:Cycle）》（1994年）
- 《Delta V（英语：Delta V (video game)）》（1994年）
- 《Hagane: The Final Conflict（英语：Hagane: The Final Conflict）》（1994年）
- 《狂飆騎士》（ライブ・ア・ライブ）（1994年）
- 《網路奇兵》（System Shock）（1994年）
- 《網路奇兵2》（System Shock 2）（1999年）
- 《CyberMage: Darklight Awakening（英语：CyberMage: Darklight Awakening）》（1995年）
- 《非常任務：交互動作電影》（Johnny Mnemonic: The Interactive Action Movie）（1995年）
- 《Osman（英语：Osman (video game)）》（キャノンダンサー）（1996年）
- 《神臂戰鬥機（英语：Einhänder）》（アインハンダー）（1997年）
- 《銀翼殺手》（Blade Runner）（1997年）
- 《最終幻想VII》（ファイナルファンタジーVII）（1997年）
- 《攻殼機動隊（英语：Ghost in the Shell (video game)）》（1997年）
- 《BALDR SKY》（2009年）
- 《異域神兵》（ゼノギアス）（1998年）
- 《駭客入侵》系列：
  - 《駭客入侵》（Deus Ex）（2000年）
  - 《駭客入侵：隱形戰爭》（Deus Ex: Invisible War）（2003年）
  - 《駭客入侵：人類革命》（Deus Ex: Human Revolution）（2011年）
  - 《駭客入侵：隕落》（Deus Ex: The Fall）（2013年）
  - 《駭客入侵：人類岐裂》（Deus Ex: Mankind Divided）（2016年）
- 《奧妮（英语：Oni (video game)）》（Oni）（2001年）
- 《黑客精英》（Uplink）（2001年）
- 《龍戰士V（英语：Breath of Fire: Dragon Quarter）》（ブレス オブ ファイアV ドラゴンクォーター）（2002年）
- 《Neocron（英语：Neocron）》（2002年）
- 《駭客任務：重裝上陣》（Enter the Matrix）（2003年）
- 《Dystopia（英语：Dystopia (video game)）》（2005年）
- 《System Rush（英语：System Rush）》（2005年）
- 《双子座行动》（Gemini Rue）（2011年）
- 《Cypher（英语：Cypher (video game)）》（2012年）
- 《記憶駭客》（2013年）
- 《看門狗》系列：
  - 《看門狗》（Watch Dogs）（2014年）[8]
  - 《看门狗2》（Watch Dogs 2）（2016年）
- 《2064: Read Only Memories（英语：2064: Read Only Memories）》（2015年）
- 《Technobabylon（英语：Technobabylon）》（2015年）
- 《Dex（英语：Dex (video game)）》（2015年）
- 《少女前線》（2016年）
- 《镜之边缘：催化剂》（2016年）
- 《VA-11 HALL-A》（VA-11 HALL-A: Cyberpunk Bartender Action）（2016年）
- 《Observer（英语：Observer (video game)）》（2017年）
- 《尼爾：自動人形》（2017年）
- 《>observer_》（2017年）
- 《The Last Night（英语：The Last Night (video game)）》（2018年）
- 《底特律：變人》（2018年）
- 《Cytus II》（2018年）
- 《Conglomerate 451》（2020年）
- 《多娜多娜 一起幹壞事吧》（2020年）[9]
- 《賽博朋克2077》（Cyberpunk 2077）（2020年）
- 《Cloudpunk（英语：Cloudpunk）》（2020年）
- 《Stray》（2022年）

## 相關的非小說
- 《Cyberpunk: Outlaws and Hackers on the Computer Frontier》（1991年）作者：Katie Hafner（英语：Katie Hafner）和John Markoff（英语：John Markoff）
- 《賽柏格宣言》（1991年）作者：唐娜·哈拉维
- 《Storming the Reality Studio（英语：Storming the Reality Studio）: A Casebook of Cyberpunk & Postmodern Science Fiction》（1992年）編輯：Larry McCaffery（英语：Larry McCaffery）（包含小說和非小說）
- 《No Maps for These Territories（英语：No Maps for These Territories）》（2000年），關於威廉·吉布森的紀錄片

## 外部連結
- Cyberpunk Review- Detailed reviews and screencaps for all cyberpunk films and anime
- Cyberpunk Information Database - Original resource material from The Cyberpunk Project